# U-30
U-30 var en tysk ubåt under andra världskriget. 
U-30 kontrakterades av tyska marinen i april 1935 i strid mot Versaillesfördraget, vilket förbjöd byggande och idrifttagande av ubåtar i den tyska flottan. Beställningen var en del av den så kallade  Plan Z. Fartyget var av ubåtsklass Typ VII och byggdes av AG Weser i Bremen med varvsnummer 911. Det sjösattes i augusti 1936 och togs i tjänst den 8 oktober 1936 med stationering i Wilhelmshaven.
U-30 stod under perioden november 1938 till september 1940 under befäl av Fritz-Julius Lemp och var ansvarig för sänkningen av passagerarfartyget S/S Athenia den 3 september 1939, den första torpederingen under andra världskriget. 
U-30 togs ur aktiv krigstjänst i september 1940 efter åtta patrullperioder till sjöss. Ubåten användes därefter som utbildningsfartyg till slutet av andra världskriget, varefter den sänktes. Den bärgades 1948 och skrotades.

## Tjänst
U-30 gjorde åtta patrulltjänster och sänkte därvid 16 handelsfartyg och ett krigsfartyg samt skadade ett handelsfartyg och ett krigsfartyg, slagskeppet HMS Barham. Den 9 augusti 1940 sänkte U-30 det svenska lastfartyget M/S Canton.

## Sänkningen av S/S Athenia
U-30:s torpedering av S/S Athenia den 3 september 1939 blev den första tyska fartygssänkningen i kriget mellan Storbritannien och Tyskland. Trots en på många sätt lyckosam räddningsaktion till sjöss, i vilken också Axel Wenner-Grens yacht Southern Cross deltog, dog 98 passagerare och 19 besättningsmän. Lemp hade av allt att döma inte identifierat Athenia med erforderlig noggrannhet, utan trott att hon var ett beväpnat handelsfartyg. Lemp inledde omedelbart en tysk mörkläggningsaktion genom att inte rapportera torpederingen till högkvarteret och avsvära besättningen tystnad. Han seglade också direkt iväg från torpederingsplatsen utan att göra försök att rädda överlevande, efter det att ubåtsbesättningen upptäckt att de torpederat ett civilt passagerarfartyg.
Efter återkomst till basen senare i september fick han förklara händelsen för chefen för ubåtskommandot Karl Dönitz och därefter för flottchefen Erich Raeder i Berlin. Dessa och regeringen fortsatte mörkläggningen av torpederingen, och Lemp undgick att utsättas för disciplinära åtgärder.